# 坎帕內羅
坎帕內羅是玻利維亞的城鎮，由聖克魯斯省負責管轄，位於該國中部，距離首府聖克魯斯24公里，海拔高度343米，每年平均降雨量約1,000毫米，2009年人口3,020。

## 外部連結
- Map of Andrés Ibáñez Province

17°44′S 62°57′W / 17.733°S 62.950°W